# 방극성
방극성(房極星, 1955년 ~ )은 대한민국의 법조인이다.  제47대 전주지방법원장과 전라북도선거관리위원회 위원장을 거쳐 제34대 광주고등법원장을 역임하였다.

## 생애
1980년 사법시험을 합격하고, 사법연수원 12기를 수료했다(문재인, 박원순 연수원동기). 1985년 전주지법 판사로 임용된 이래 광주와 전남, 전북 소재 각급 법원에서 근무해 지역 사정에 밝고 재판 실무와 법 이론에 정통하다는 평가를 받는다.
행정 사건에서 행정청의 재량권 남용으로 침해된 소수자 권리 구제를 위한 판결을 다수 선고한 바 있다.
형사 사건에서는 무죄추정의 원칙을 엄격하게 적용하면서도 중범죄를 엄단했다는 평가를 받았고, 민사에서는 생동감 있는 공방이 이뤄지도록 유도하는 유연한 재판진행으로 정평이 나있다.
특히 제주지방법원장 재직시절 관급자재 선정 권한이 있는 형의 지위를 이용하여 납품업자로부터 수천만 원을 받은 피고인에게 실형을 선고하는 등 사회지도층 범죄에 엄정하게 대처하고 원칙에 따른 법집행에 힘을 쏟았다.
제주지방법원장을 지낸 이후 광주고등법원 재판장으로 다시 복귀해 평생 법관으로 지내겠다는 신념을 보여줬고 풍부한 행정경험을 바탕으로 한 폭넓은 시각과 부드러운 성품으로 후배들의 깊은 신뢰와 존경을 받았다.

## 학력
- 전주고등학교
- 서울대학교 법학 학사
- 서울대학교 대학원

## 경력
- 1980년 제22회 사법시험 합격
- 제12기 사법연수원
- 1985년 전주지방법원 판사
- 전주지방법원 군산지원 지원장
- 전주지방법원 부장판사
- 전주지방법원 남원지원 지원장
- 광주고등법원 판사
- 2008년 광주고등법원 수석부장판사
- 2009년 9월 제28대 전라남도 선거관리위원회 위원장
- 2011년 2월 제주지방법원 법원장
- 2012년 2월 광주고등법원 부장판사
- 2013년 2월 ~ 2014년 2월 전라북도선거관리위원회 위원장
- 2013년 2월 제47대 전주지방법원 법원장
- 2014.02~2016.02 제34대 광주고등법원 법원장
- 2016.05~ 방극성 법률사무소 대표 변호사(전주지방법원 맡은 편 소재)

## 가족
부인 이은경 여사와 사이에 1남 2녀를 두고 있다.